# Сьерра-Норте (Мадрид)
Сьерра-Норте (исп. Sierra Norte)  — историческая область и  район (комарка) в Испании, находится в провинции Мадрид.

## Муниципалитеты
1. Аламеда-дель-Валье
2. Берсоса-дель-Лосойя
3. Браохос
4. Буйтраго-дель-Лосойя
5. Бустарвьехо
6. Вальдеманко
7. Вентурада
8. Гарганта-де-лос-Монтес
9. Гаргантилья-дель-Лосойя-и-Пинилья-де-Буйтраго
10. Гасконес
11. Кабанильяс-де-ла-Сьерра
12. Каненсиа
13. Ла-Асебеда
14. Ла-Кабрера
15. Ла-Серна-дель-Монте
16. Ла-Ируэла
17. Лосойя
18. Лосоюэла-Навас-Сьетейглесиас
19. Мадаркос
20. Монтехо-де-ла-Сьерра
21. Навалафуэнте
22. Наварредонда-и-Сан-Мамес
23. Оркахо-де-ла-Сьерра
24. Оркахуэло-де-ла-Сьерра
25. Патонес
26. Пинилья-дель-Валье
27. Пиньуэкар-Гандульяс
28. Прадена-дель-Ринкон
29. Пуэбла-де-ла-Сьерра
30. Пуэнтес-Вьехас
31. Раскафриа
32. Редуэния
33. Робледильо-де-ла-Хара
34. Робрегордо
35. Сарсалехо
36. Сервера-де-Буйтраго
37. Сомосьерра
38. Торрелагуна
39. Торремоча-де-Харама
40. Эль-Атасар
41. Эль-Берруэко
42. Эль-Вельон